# 25993 Kevinxu
25993 Kevinxu este un asteroid din centura principală de asteroizi.

## Descriere
25993 Kevinxu este un asteroid din centura principală de asteroizi. A fost descoperit pe 21 martie 2001 la Socorro, New Mexico, în cadrul proiectului LINEAR. Asteroidul prezintă o orbită caracterizată de o semiaxă mare de 2,34 ua, o excentricitate de 0,12 și o înclinație de 9,6° în raport cu ecliptica.